# Trisomie 15
Eine Trisomie 15 ist eine durch Verdreifachung (Trisomie) von Erbmaterial des 15. Chromosoms hervorgerufene Genommutation. Sie ist selten und verläuft mehrheitlich bereits in der Schwangerschaft tödlich.

## Formen
Eine Trisomie 15 ist genetisch dadurch gekennzeichnet, dass das Chromosom 15 oder ein Teil davon dreifach (= trisom) statt üblicherweise zweifach (= disom) in allen oder in einem Teil der Körperzellen vorhanden ist. Es werden vier Formen der Trisomie 15 unterschieden:
1. Freie Trisomie 15: Typus, bei dem in allen Körperzellen das Chromosom 15 komplett dreifach (trisom) vorhanden ist. Der Karyotyp der Freien Trisomie 15 lautet: 47,XX+15 bzw. 47,XY+15 ([Karyogramm]).
2. Translokations-Trisomie 15: Typus, bei dem in allen Körperzellen das Chromosom 15 komplett dreifach (trisom) vorhanden ist, eines der Chromosomen 15 sich jedoch an ein anders Chromosom angelagert hat. Eine Chromosomenverlagerung wird in der Genetik als Translokation bezeichnet.
3. Mosaik-Trisomie 15: Typus, bei dem nicht in allen Körperzellen das Chromosom 15 dreifach (trisom) vorhanden ist, sondern gleichzeitig eine Zelllinie mit dem üblichen disomen Chromosomensatz existiert. Das Vorliegen mehrerer Karyotypen innerhalb eines Organismus wird in der Genetik als Mosaik bezeichnet. Der Karyotyp der Mosaik-Trisomie 15 lautet: 46,XX/47,XX+15 bzw. 46,XY/47,XY+15.
4. Partielle Trisomie 15: Typus, bei dem die Chromosomen 15 zwar wie üblich zweifach (disom) in allen Körperzellen vorliegen, allerdings ein Teil (Part) eines der beiden Chromosomen 15 verzweifacht ist, wodurch eines der Chromosomen 15 etwas länger ist als das andere. Die Erbinformationen in diesem Abschnitt liegen somit insgesamt dreifach (trisom) vor.

## Prognose
Während Kinder mit Freier Trisomie 15 und Translokations-Trisomie 15 nicht lebensfähig sind, ist beim Mosaik-Typus und der partiellen Trisomie 15 abhängig von Anteil und Auswirkung des trisom vorliegenden Chromosomenmaterials ein längeres Überleben bei adäquater Behandlung von eventuell vorliegenden Organfehlbildungen möglich.

## Symptome
Aufgrund des seltenen Auftretens der Trisomie 15 sind nur wenige Merkmale dokumentiert, die bei betroffenen Feten beobachtet wurden. Dazu zählen Herzfehler, vergrößerte Nackentransparenz, Flexionskontraktur der Finger (übereinander geschlagene Finger) und ein verlangsamtes Wachstum. Bei Neugeborenen finden sich meist Schädel- und Gesichtsfehlbildungen, Fehlbildungen von Fingern oder Zehen, Skoliose, Fehlbildungen im Genitalbereich (insbesondere bei Jungen). Die Babys fallen in der Regel durch eine generalisierte Muskelhypotonie auf, mit zunehmendem Alter zeigt sich eine kognitive Behinderung und es kann zum Auftreten von Epilepsie kommen.